# Amphiprion chrysogaster
Amphiprion chrysogaster là một loài cá hề thuộc chi Amphiprion trong họ Cá thia. Loài này được mô tả lần đầu tiên vào năm 1830.

## Từ nguyên
Từ định danh được ghép bởi hai từ trong tiếng Latinh: chrysos ("vàng") và gaster ("bụng"), hàm ý đề cập đến màu vàng kim ở bụng của loài cá này.

## Phạm vi phân bố và môi trường sống
A. chrysogaster trước đây được xem là một loài đặc hữu của Mauritius, nhưng sau đó đã được quan sát và ghi nhận ở ngoài khơi Madagascar. A. chrysogaster thường sống gần các rạn san hô ngoài khơi và trong những đầm phá ở độ sâu khoảng 2–40 m.
A. chrysogaster sống cộng sinh với hải quỳ thuộc các loài sau: Heteractis aurora, Heteractis magnifica, Stichodactyla haddoni và Stichodactyla mertensii. Macrodactyla doreensis trước đây được xếp vào nhóm hải quỳ cộng sinh với A. chrysogaster, nhưng là do nhầm lẫn giữa A. chrysogaster với Amphiprion chrysopterus.

## Mô tả
A. chrysogaster có chiều dài cơ thể tối đa được ghi nhận là 15 cm. Thân của A. chrysogaster có màu nâu sẫm, gần như là đen với 3 dải sọc trắng. Ngực, vây ngực và mõm có màu cam. Vây hậu môn có màu vàng cam hoặc phớt đen. Vây đuôi và vây lưng tiệp màu nâu với thân hoặc sẫm đen; đuôi có dải viền trắng.
A. chrysogaster có kiểu màu khá tương đồng với loài Amphiprion fuscocaudatus và Amphiprion tricinctus, nhưng vùng giữa vây đuôi của A. fuscocaudatus lại sẫm màu nâu đen với các vệt trắng chứ không phải đen hoàn toàn như A. chrysogaster, còn sọc trắng quanh cuống đuôi của A. chrysogaster lại dày hơn so với sọc của A. tricinctus.
Số gai ở vây lưng: 10; Số tia vây ở vây lưng: 16–17; Số gai ở vây hậu môn: 2; Số tia vây ở vây hậu môn: 13–14.

## Sinh thái học
Cũng như những loài cá hề khác, A. chrysogaster là một loài lưỡng tính tiền nam (cá cái trưởng thành đều phải trải qua giai đoạn là cá đực) nên cá đực thường có kích thước nhỏ hơn cá cái. Một con cá cái sẽ sống thành nhóm cùng với một con đực lớn (đảm nhận chức năng sinh sản) và nhiều con non nhỏ hơn. Trứng được cá đực lớn bảo vệ và chăm sóc đến khi chúng nở.
Thức ăn của chúng có thể là động vật phù du và tảo.